# Joseph Gao Hongxiao
Joseph Gao Hongxiao (chiń. 蕭澤江; ur. w 1945, zm. 19 grudnia 2022 w Shaanxi) – chiński duchowny katolicki, franciszkanin, arcybiskup metropolita Kaifeng od 2007.

## Życiorys
W 2004 wybrany biskupem koadiutorem biskupa Johna Baptisty Liang Xisheng. Sakrę biskupią przyjął z mandatem papieskim 1 stycznia 2005. 23 września 2007, po śmierci poprzednika został arcybiskupem metropolitą Kaifeng.